# 石墨氮化碳
石墨氮化碳是一种无机化合物，化学式近似为C3N4，它是碳的氮化物之一。它可由尿素在空气中于550 °C热解得到。
石墨氮化碳及其复合物可用作光催化剂。